# Punta Plani
Punta Plani är en udde i Spanien.   Den ligger i regionen Balearerna, i den östra delen av landet, 600 km öster om huvudstaden Madrid. Punta Plani ligger på ön Mallorca.
Terrängen inåt land är platt. Havet är nära Punta Plani åt sydväst. Närmaste större samhälle är Llucmajor, 15,1 km norr om Punta Plani. Trakten runt Punta Plani består till största delen av jordbruksmark.